# Brayon
Brayon nennt man einen französischsprachigen Einwohner der Region rund um die Stadt Edmundston in New Brunswick, Kanada. Die weibliche Form ist brayonne und beide Begriffe werden auch als Adjektive benutzt. Das auch Madawaska genannte Gebiet ist der westlichste Ausläufer der kanadischen Provinz New Brunswick und grenzt im Norden und Westen an die Provinz Québec, im Süden an den amerikanischen Bundesstaat Maine.
Die Herkunft der Bezeichnung Brayon ist ungeklärt. Die Bewohner der Region kultivierten früher Flachs, um daraus Leinenstoffe für die Bekleidung herzustellen. Der zentrale Aufbereitungsschritt bei der Gewinnung von Flachsfasern heißt  Brechen, auf frankokanadisch brayer. Brayon könnte also die altertümliche Bezeichnung für eine Person sein, die Flachs bricht. Nach einer anderen Herleitung stammen einige der frühen Siedler aus dem Pays de Bray, einer französischen Landschaft, die auf der Grenze zwischen der Normandie und der Picardie liegt.
Viele Brayons wehren sich dagegen, mit den anderen Bewohnern des überwiegend englischsprachigen Akadien oder mit den Bewohnern Québecs gleichgesetzt zu werden, sondern erklären sich als unabhängige Brayons von Petit Sault (Kleiner Wasserfall), dem ursprünglichen Namen von Edmundston. Sie betrachten sich selbst als frankophone Bewohner von Akadien oder Québec mit besonderer Kultur und Herkunft. Ihre Wurzeln sind in der ländlich und forstwirtschaftlich geprägten Region Madawaska, die sich geschichtlich und kulturell vom maritimen Akadien, dem Tal des Sankt-Lorenz-Stroms oder der Provinz Québec unterscheidet.
Dieses Bewusstsein führte zur Idee, die Republik Madawaska zu gründen. Im Aroostook-Krieg (1838/39) empörten sich viele Brayons über die Aktionen der britischen und amerikanischen Eindringlinge in ihrem Land und erklärten sich als neutral und unabhängig. Die Republik Madawaska wurde niemals formal anerkannt und 1842 im Webster-Ashburton-Vertrag in einen kanadischen und einen US-amerikanischen Teil gespalten. Die geplante Republik Madawaska blieb bei den Brayons jedoch unvergessen und 1938 wurde eine eigene Flagge gestaltet, die vor dem Rathaus in Edmundston weht. Der Bürgermeister von Edmundston trägt den Ehrentitel Präsident von Madawaska und ein kleines Museum der Republik ist der Geschichte der Brayons gewidmet. Alljährlich wird im Sommer das Foire Brayonne, ein traditionelles Musik- und Kulturfest, in Edmundston gefeiert.
Die kulinarische Spezialität der Region sind ployes, traditionell nur einseitig gebackene Buchweizenpfannkuchen. Nachdem Mitte der 1830er Jahre die Weizenernte im Nordosten durch den Rostpilz vernichtet wurde, begannen die örtlichen Farmer von Weizen auf Buchweizen umzustellen. Man aß Buchweizenpfannkuchen daraufhin zu jeder Mahlzeit als Brotersatz und die ployes wurden zu einer charakteristischen Tradition des  Saint John Valley. Heutzutage werden sie ähnlich wie Wraps oder Crepes gefüllt mit chicken stew oder bestrichen mit Ahornsirup serviert.